# Шугърланд Експрес
„Шугърланд Експрес“ е американски драматичен филм от 1974 година, с участието на Голди Хоун. Това е първият пълнометражен филм за кино, режисиран от Стивън Спилбърг. Разказва се за двойка съпрузи, които се опитват да избягат от полицията и е базиран на истинска история.

## Награди
Филмът печели награда за най-добър сценарий през 1974 година на Фестивала в Кан.